# B. Glenn-Copeland
B. Glenn-Copeland (* 1944 in Philadelphia) ist ein amerikanisch-kanadischer Singer-Songwriter und Filmkomponist, der sich stilistisch zwischen Jazz-, Folk-, Blues- und Popmusik bewegt und zeitweilig unter dem Namen Phynix auftrat.

## Leben und Wirken
Glenn-Copeland stammt aus einer musikalischen Familie; zunächst hatte er klassischen Klavierunterricht, bevor er klassische Musik an der McGill University studierte. Er nahm in den späten 1960er-Jahren sein selbstbetiteltes Debütalbum mit eigenem Songmaterial auf, das 1970 auf einem Kleinstlabel erschien; in seiner Begleitband spielten Dough Bush, Don Thompson, Terry Clark, Lenny Breau, Jeremy Steig und Doug Riley. Von Letzterem produziert, legte er 1971 die Single Together for Us All / Color of Anyhow (GRT) vor. 1983 folgte die EP At Last! (Atlas Records); 1986 sein letztes Album, die Solo-Produktion Keyboard Fantasies, stilistisch im Ambient- und New-Age-Genre angesiedelt. Einige seiner Songs, wie „Burn“ oder „Laughter“ wurden von Bruce Cockburn gecovert, mit dem er auch zusammenarbeitete.
In späteren Jahren war Glenn-Copeland auch als Filmkomponist, Theaterautor und Singer-Songwriter im Bereich Kindermusik und Fernsehen tätig; u. a. schrieb er Lieder für die TV-Serie Sesamstraße und trat 1978 in der Kinderserie Mr. Dressup auf. Nach einer Geschlechtsangleichung arbeitete Glenn-Copeland unter dem Pseudonym Phynix, in den 2010er-Jahren unter B. Glenn-Copeland in Toronto.
Glenn-Copelands Gesangsstil bewegt sich fließend zwischen populärer und „ernster“ Musik; auch mit seinen Songtexten schuf er eine Mischung aus Kunstlied und populärer Ballade, mit Anlehnung an Joni Mitchell und Leonard Cohen. Die Kritikerin der Cahiers de la femme schrieb 1978 euphorisch:
Keiner, der Beverly Glenn-Copeland gesehen und gehört hat, vergisst [ihn]. Keiner verwechselt [ihn] mit einem anderen Musiker. Schauen und Hören, nicht nur, weil [seine] Musik allein nicht schon genug wäre, sondern weil [seine] Präsenz und persönliche Energie so viel mehr sind. […] [Sein] Auftreten und [seine] überraschende Persönlichkeit ist mindestens genauso einzigartig wie [seine] Musik – die nicht [einfach nur] Jazz, Folk, Blues, Klassik ist.

## Filmografie
- 1974: Montreal Main (Regie Frank Vitale) (Komponist)
- 1978: Mr. Dressup (Musiker)
- 1979: Sea Dream (Komponist)
- 1991–93: Shining Time Station (TV-Serie) (Musiker)

## Diskographische Hinweise
- 2020: Transmissions: The Music of Beverly Glenn-Copeland (Kompilation)
- 2023: The Ones Ahead